# Воронцовка (Крым)
Воронцо́вка (укр. Воронцівка, крымскотат. Vorontsovka) — село в Красноперекопском районе Республики Крым, входит в состав Ильинского сельского поселения (согласно административно-территориальному делению Украины — Ильинского сельского совета Автономной Республики Крым).

## Население
| 2001 | 2014 |
| ---- | ---- |
| 311  | ↘239 |

Всеукраинская перепись 2001 года показала следующее распределение по носителям языка
| Язык             | Процент |
| ---------------- | ------- |
| русский          | 65.59   |
| украинский       | 24.44   |
| крымскотатарский | 9.65    |

### Динамика численности
| - 1864 год — 11 чел. - 1889 год — 104 чел. - 1892 год — 87 чел. - 1900 год — 49 чел. - 1915 год — 82/95 чел. | - 1926 год — 298 чел. - 2001 год — 311 чел. - 2009 год — 269 чел. - 2014 год — 239 чел. |

## Современное состояние
На 2017 год в Воронцовке числится 2 улицы и 152 километр трассы Херсон — Симферополь; на 2009 год, по данным сельсовета, село занимало площадь 66,4 гектара, на которой в 112 дворах проживало 269 человек. В селе действуют сельский клуб, библиотека. Село газифицировано, Воронцовка связана автобусным сообщением, городами Крыма с райцентром и соседними населёнными пунктами.

## География
Воронцовка расположена на юго-западе района, у места впадения рек Воронцовка и Чатырлык, высота центра села над уровнем моря — 7 м. Ближайшее село Ильинка в 2 км на юг. Расстояние до райцентра — около 13 километров (по шоссе), там же ближайшая железнодорожная станция (на линии Джанкой — Армянск). Транспортное сообщение осуществляется по региональным автодорогам 35К-001 Красноперекопск — Симферополь и 35К-012 Черноморское — Воинка (по украинской классификации —
Н-05 и Т-0107)

## История
Впервые в доступных источниках поселение встречается на картах 1836 года и 1842 года как хутор графа Воронцова, обозначеный условным знаком «малая деревня», то есть, менее 5 дворов.
В 1860-х годах, после земской реформы Александра II, деревню приписали к Ишуньской волости.
В «Списке населённых мест Таврической губернии по сведениям 1864 года», составленном по результатам VIII ревизии 1864 года, Кышкара (она же Воронцовка) — владельческая деревня, с 5 дворами и 37 жителями при колодцах. По обследованиям профессора А. Н. Козловского начала 1860-х годов, «колодцы неглубокие, от 3 до 6 саженей (от 6 до 12 м), но большая их половина с солоноватою водою». На трёхверстовой карте Шуберта 1865 года на месте Воронцовки ещё безымянные хутора, а на карте, с корректурой 1876 года, уже на хуторе графа Воронцова обозначено 20 дворов. По «Памятной книге Таврической губернии 1889 года», по результатам Х ревизии 1887 года, в деревне Воронцовка числилось 17 дворов и 104 жителя.
После земской реформы 1890 года Воронцовку отнесли к Джурчинской волости.Согласно «…Памятной книжке Таврической губернии на 1892 год», в экономии князя Воронцова (он же граф Шувалов) Воронцовка, не входившей ни в одно сельское общество, было 87 жителей в 15 домохозяйствах. По «…Памятной книжке Таврической губернии на 1900 год» в экономии Воронцовка числилось 49 жителей в 1 дворе. На 1914 год в селении действовала земская школа. По Статистическому справочнику Таврической губернии. Ч.II-я. Статистический очерк, выпуск пятый Перекопский уезд, 1915 год, в деревне Воронцовка (на земле графини Воронцовой-Дашковой) Джурчинской волости Перекопского уезда числилось 12 дворов (все дворы безземельные) с русским населением в количестве 52 человек приписных жителей и 30 — «посторонних» и одноимённая графская экономия — 1 двор, 30 приписных и 65 «посторонних», из которых 50 мужчин и 30 женщин. Жители землёй не владели, в хозяйствах имелось 70 лошадей, 10 коров и 20 голов мелкого скота. Также записана экономия Воронцовка (графини Воронцовой-Дашковой)— 1 двор, 30 человек приписных жителей и 65 «посторонних», (65 мужчин и 30 женщин) 18 мужчин и женщин. При экономии числилось 7000 десятин удобной земли, в хозяйстве имелось 45 лошадей, 40 волов и 15 коров.
После установления в Крыму Советской власти, по постановлению Крымревкома от 8 января 1921 года № 206 «Об изменении административных границ» была упразднена волостная система, Перекопский уезд переименовали в Джанкойский, в котором был образован Ишуньский район, в состав которого включили село, а в 1922 году уезды получили название округов. 11 октября 1923 года, согласно постановлению ВЦИК, в административное деление Крымской АССР были внесены изменения, в результате которых округа были отменены, Ишуньский район упразднён и село вошло в состав Джанкойского района. Согласно Списку населённых пунктов Крымской АССР по Всесоюзной переписи 17 декабря 1926 года, в селе Воронцовка, центре Воронцовского сельсовета Джанкойского района, числилось 60 дворов, из них 59 крестьянских, население составляло 298 человек, из них 237 украинцев, 54 русских, 2 белорусса, 1 армянин, 1 болгарин, 1 чех, 2 записаны в графе «прочие», действовала русская школа. Постановлением ВЦИК от 30 октября 1930 года был восстановлен Ишуньский район и село, вместе с сельсоветом, включили в его состав. Постановлением Центрального исполнительного комитета Крымской АССР от 26 января 1938 года Ишуньский район был ликвидирован и создан Красноперекопский район с центром в поселке Армянск (по другим данным 22 февраля 1937 года). На подробной карте РККА северного Крыма 1941 года в Воронцовке отмечено 58 дворов.
С 25 июня 1946 года Воронцовка в составе Крымской области РСФСР. В 1951 году село вошло в колхоз им. Калинина, в 1953 году преобразованный в совхоз «Штурм Перекопа». 26 апреля 1954 года Крымская область была передана из состава РСФСР в состав УССР. На 1968 год Воронцовка в Ильинском сельсовете. С 12 февраля 1991 года село в восстановленной Крымской АССР, 26 февраля 1992 года переименованной в Автономную Республику Крым. С 21 марта 2014 года в составе Крыма аннексирована Россией.